# Tony Reedus
Tony Reedus (22 de septiembre de 1959 — 16 de noviembre de 2008) fue un batería de jazz estadounidense.
Reedus ganó notoriedad al formar parte de la banda de Woody Shaw en la década de los 80. Tocó junto a Dave Stryker, Mulgrew Miller, Mike Nock, Kenny Garrett, James Williams y Anthony Wonsey, entre otros. Además grabó cinco álbumes como líder de a formación.
Murió de una embolia pulmonar en el Aeropuerto Internacional John F. Kennedy a los 49 años cuando volvía de una gira por Italia con el pianista Mike LeDonne.

## Discografía
Como líder
- The Far Side (Jazz City, 1988)
- Incognito (Enja, 1989)
- Minor Thang (Criss Cross, 1996)
- People Get Ready (Sweet Basil, 1998)

Como miembro de banda
Con Joanne Brackeen
- Power Talk (Turnipseed, 1994)

Con Robin Eubanks & Steve Turre
- Dedication (JMT, 1989)

Con Kenny Garrett
- Introducing Kenny Garrett (Criss Cross 1985)
- Garrett 5 (Bellaphon 1989)
- African Exchange Student (Atlantic Jazz 1990)

Con Benny Golson
- Benny Golson Quartet Live (Dreyfus, 1989 [1991])
- Benny Golson Quartet (LRC Ltd. 1990)
- Domingo (Dreyfus, 1992)
- I Remember Miles (Alfa Jazz, 1993)

Con Benny Green
- Prelude (Criss Cross, 1988)

Con Geoff Keezer
- Waiting in the Wings (Sunnyside, 1989)
- With Our Own Eyes (Novus, 1993)

Con Harold Mabern
- Mabern's Grooveyard (DIW, 1996)
- Maya with Love (DIW, 2000)

Con Ronnie Mathews
- Selena's Dance (Timeless, 1988)

Con Mulgrew Miller
- Wingspan (Landmark, 1987)
- Time and Again (Landmark, 1991)

Con Dick Oatts
- Gratitude (Steeplechase 2007)

Con Woody Shaw
- United (Columbia, 1981)
- Lotus Flower (Enja, 1982)
- Master of the Art (Elektra Musicia, 1982)
- Night Music (Elektra Musicia, 1982)
- The Time Is Right (Red, 1983)

Con Jim Snidero
- Tippin' (Savant, 2007)

Con James Spaulding
- The Smile of the Snake (HighNote, 1997)

Con Walt Weiskopf Quintet
- Anytown (Criss Cross Jazz, 1998)

Con Anthony Wonsey
- Blues for Hiroshi (Sharp Nine, 2004)